# Uiterbuurstermolenpolder
De Uiterbuurstermolenpolder, vroeger ook Uiterbuursterpolder, is een voormalig waterschap in de provincie Groningen.
Het waterschap lag ten noordwesten van Schildwolde. De noordgrens lag bij het Schildmeer, de noordoostgrens bij de Schildwolder Schipsloot die zo'n 400 m ten westen van de Heerenhuisweg loopt, de zuidoostgrens lag op de Hoofdweg van Schildwolde, de zuidwestgrens op de Meenteweg (N865) en de noordwestgrens lag bij het Afwateringskanaal van Duurswold.
Aan het einde van de Uiterbuurstermolensloot stond vanaf 1800 een poldermolen die uitsloeg op het Afwateringskanaal. In 1885 werd deze windmolen verwoest bij een brand als gevolg van blikseminslag en vervangen door een nieuwe. In 1913 werd er als hulpmotor een locomobiel bijgeplaatst. In 1938 werd de molen afgebroken en vervangen door een windmotor. Rond 1970 werd deze windmotor afgebroken en vervangen door het huidige elektrische gemaal Sans Souci (= Zonder Zorgen), vernoemd naar het herenhuis Sans Souci, dat tussen 1820 en 1952 iets oostelijker aan het einde van de Heerenhuisweg stond in de Schildjerpolder. Bij dit gemaal werd in 2009 de Schildjer Tilbat (tilbat = brug) gelegd over het Afwateringskanaal om zo een '(fiets)rondje Schildmeer' mogelijk te maken.
Waterstaatkundig gezien ligt het gebied sinds 2000 binnen dat van het waterschap Hunze en Aa's.

## Foto's

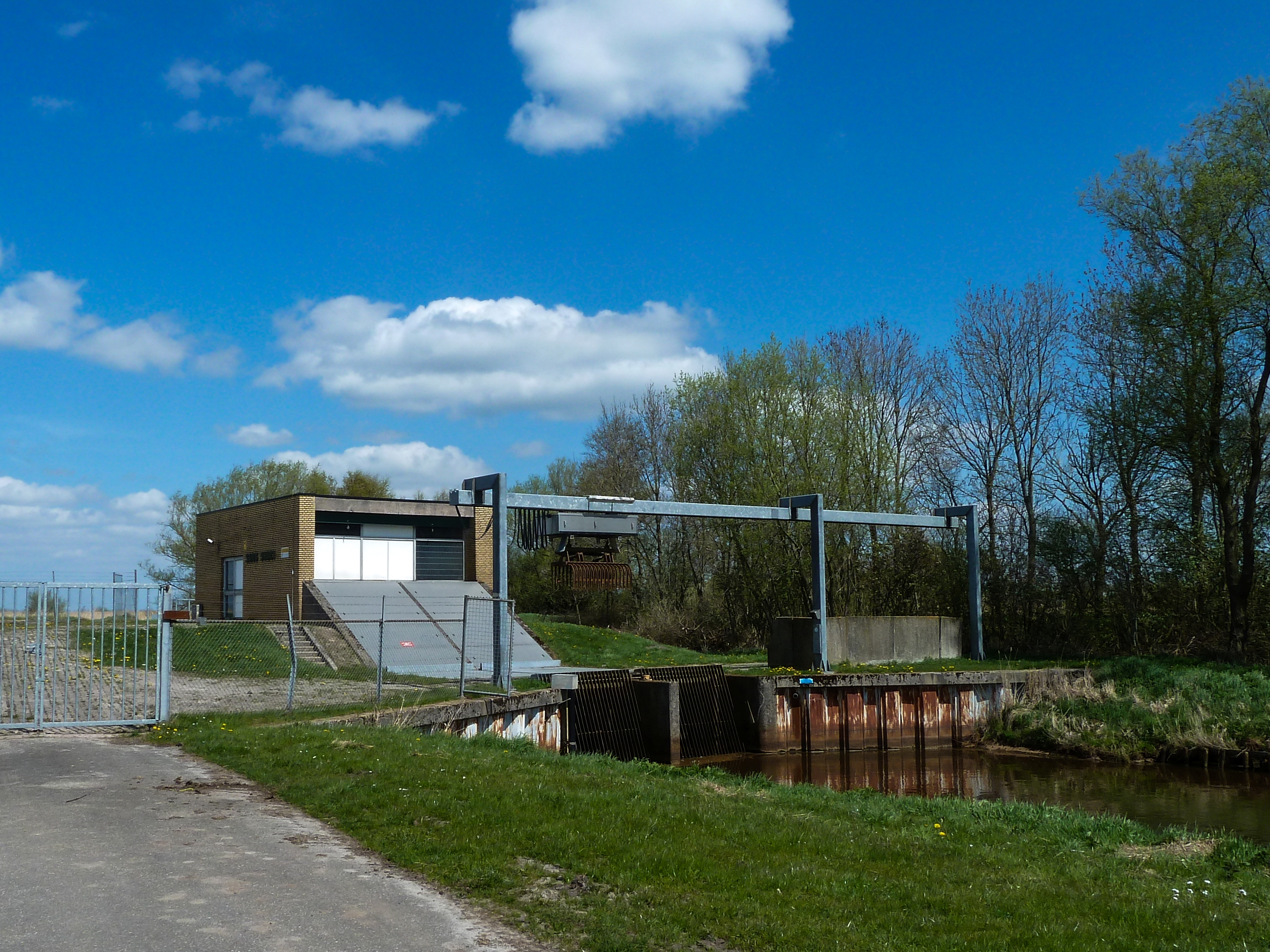
Gemaal Sans Souci
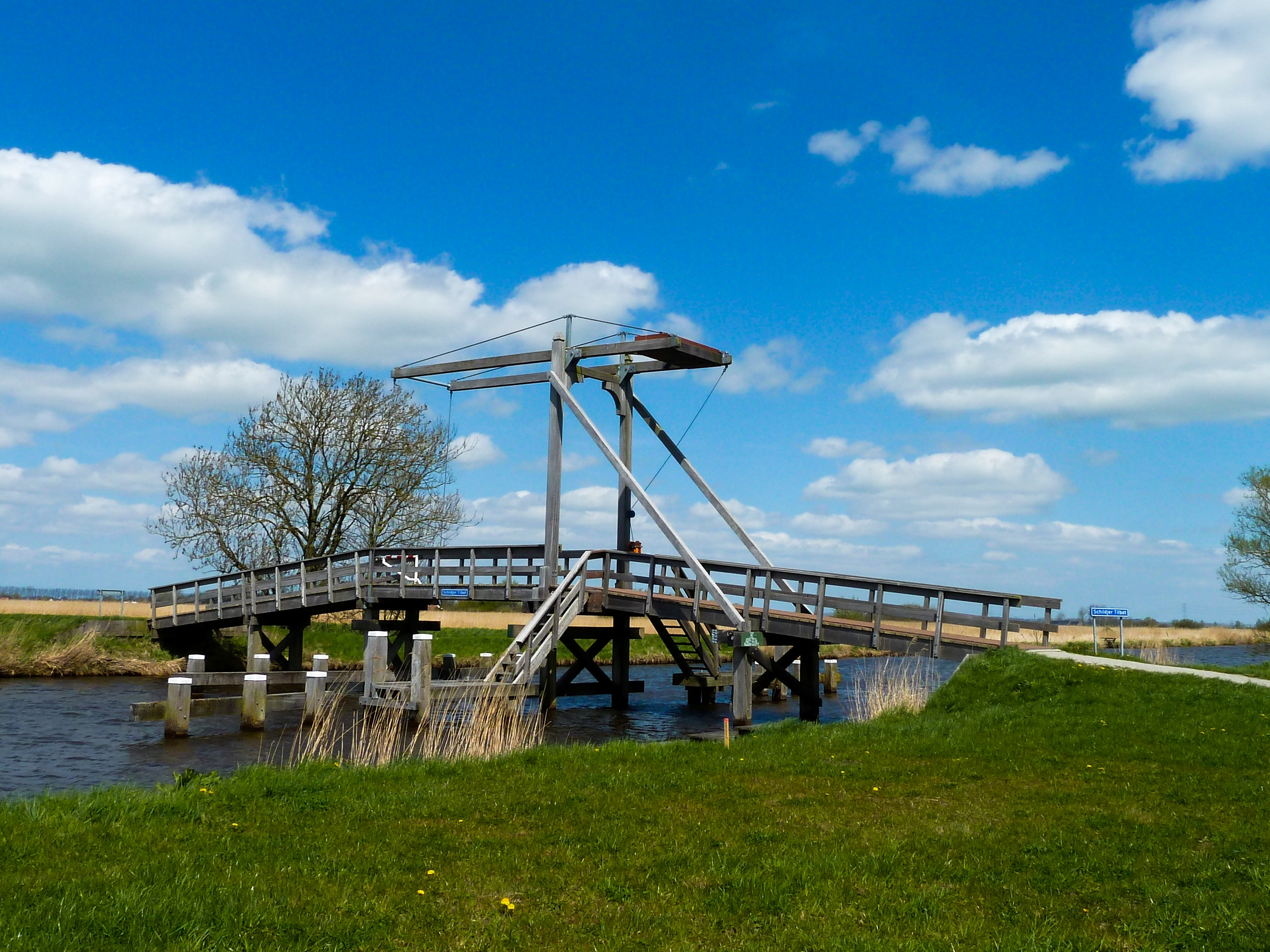
Schildjer Tilbat